# الیس گرچن
اَلیس گِرچن (انگلیسی: Alice Greczyn؛ زادهٔ ۶ فوریهٔ ۱۹۸۶) یک هنرپیشه و مانکن اهل ایالات متحده آمریکا است. وی از سال ۲۰۰۴ میلادی تاکنون مشغول فعالیت بوده‌است.

## زندگی‌نامه
او در کودکی، مدتی را به ورزش اسکیت نمایشی پرداخت و در سن ۱۵ یا ۱۶ سالگی به «کالج فرانت ریج کامیونیتی» رفت.

## گزیدهٔ آثار

### سینما
- سکس درایو (۲۰۰۸)
- دور از خانه (۲۰۰۴)

### تلویزیون
- سی‌اس‌آی: میامی (۲۰۰۷)
- ثروت بادآورده (۲۰۰۶)